# イルティシュ・カラマイ・ウルムチ運河

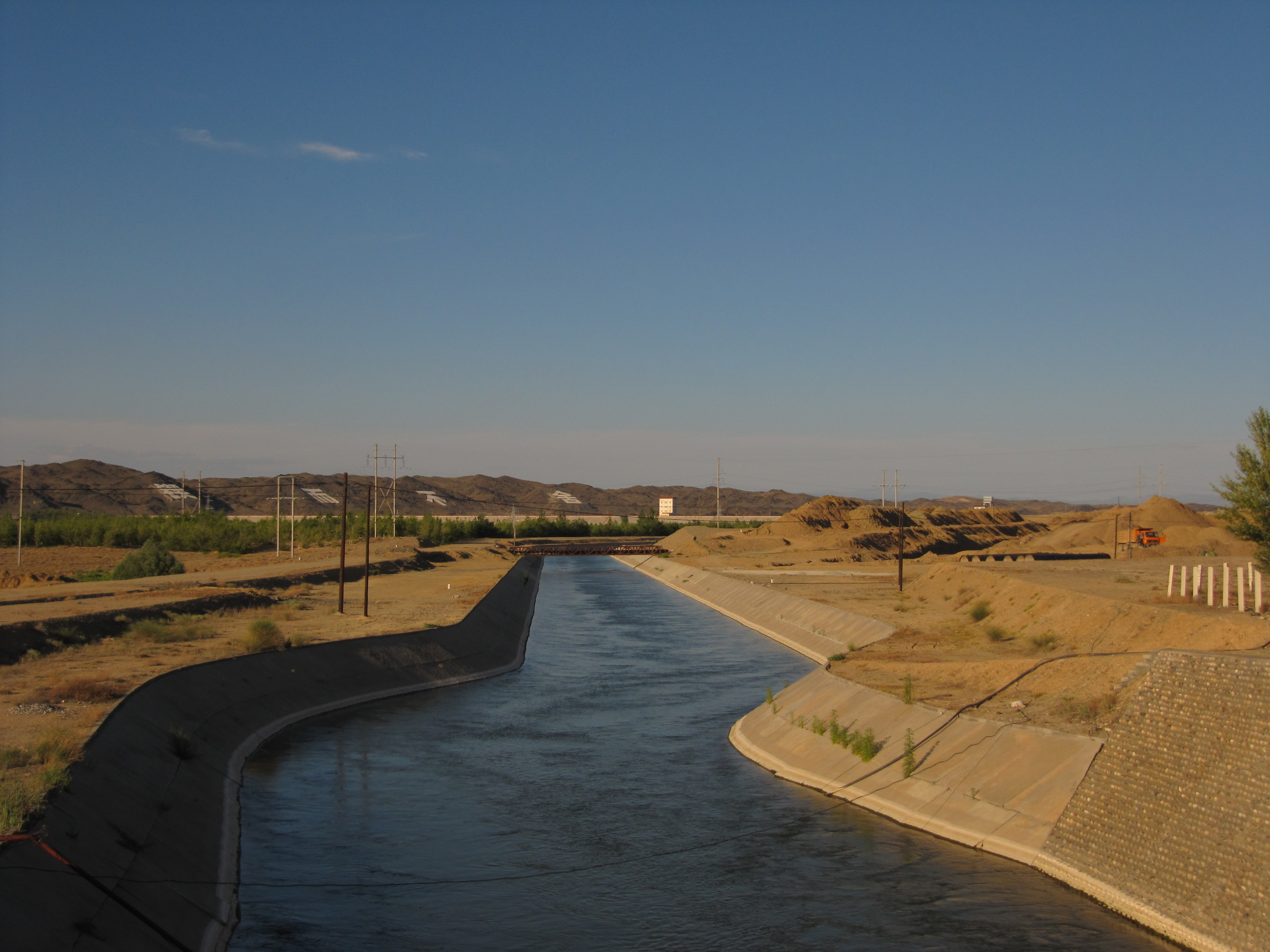
イルティシュ・カラマイ・ウルムチ運河（635工程ダム付近で）

イルティシュ・カラマイ・ウルムチ運河（イルティシュ・カラマイ・ウルムチうんが、英語: Irtysh–Karamay–Ürümqi Canal）は、中国新疆ウイグル自治区北部にある運河で、イルティシュ川の水をジュンガル盆地西のカラマイおよび南のウルムチへ運ぶので、その名がある。

## 歴史
中央アジアでの灌漑用にイルティシュ川の水を運ぶアイデアは、20世紀半ばにソビエト連邦で活発に議論され、オビ川やエルティシ川の水を南へ導いてアラル海を潤し、中央アジアのステップを農場へと変える大規模な自然改造計画の一環でシベリア河川流転計画が掲げられるもこの計画は計画の域を出ることなく、エルティシ・カラガンダ運河のみが完成した。しかし、イルティシュ川の上流がある中国は、1997年7月にエルティシ川上流に運河を築いて新疆ウイグル自治区のカラマイ油田周辺地域を灌漑する635工程（「引额済克(乌)工程」または「引额供水工程」）を発表してイルティシュ・カラマイ・ウルムチ運河は建設されることとなった。

## 水路

### 主水路
主水路は134kmで、2000年にイルティシュ川上流、アルタイ地区ブルルトカイ県に完成した「635工程ダム」（Project 635 Dam、位置：北緯47度14分29秒 東経88度28分34秒 / 北緯47.24139度 東経88.47611度座標: 北緯47度14分29秒 東経88度28分34秒 / 北緯47.24139度 東経88.47611度）から南へ向かい、地点（北緯47度14分01秒 東経88度28分42秒 / 北緯47.233615度 東経88.478394度）でウルングル川を超える。地点（北緯46度31分04秒 東経87度56分15秒 / 北緯46.51778度 東経87.93750度）で、西副水路と東副水路に分かれる。

### 西副水路
主水路から別れた西副水路はカラマイ方面へ向かい、途中の北緯46度7分45秒 東経85度25分35秒 / 北緯46.12917度 東経85.42639度地点で白楊川を超え（この川へ多少の水も供給）、カラマイ市街区の南にある「アイクラ貯水池」（阿依庫勒水庫、位置：北緯45度34分20秒 東経84度51分20秒 / 北緯45.57222度 東経84.85556度）で終わる。近年石油産業で膨れ上がったカラマイの需要を満たすため、西副水路が最初に完成した。

### 東副水路
東副水路は420kmで、まずグルバンテュンギュト砂漠（古爾班通古特沙漠、Gurbantünggüt Desert）を長いトンネルで通過して、ほぼ無人のジュンガル盆地を南へ向かい、ウルムチに終わる。そこではいくつかの支流にも別れて、この新疆ウイグル自治区首府および近辺の水需要に対処する。

## 批判
イルティシュ・カラマイ・ウルムチ運河はイルティシュ川の水流を止めるので、下流のカザフスタンとロシアから懸念が示されてきた。特にカザフスタンはイルティシュ川沿いにいくつかのダムを作っており、イルティシュ・カラガンダ運河はこの川の水に依存している。